# Perl Mongers
O Perl Mongers faz parte da The Perl Foundation e oferece serviços para os grupos de Perl. 
Os Perl Mongers foram criados em 1998 como uma organização independente por brian d foy, que formou o primeiro grupo de usuários Perl, o New York Perl Mongers, ou NY.pm, em 1997, no First O'Reilly Perl Conference (Primeira Conferência O'Reilly de Perl).
O ".pm" é ao mesmo tempo a extensão convencional para um Módulo perl e "Perl Mongers" é um backronym para isso. Originalmente, a ideia do Brian era nomear o grupo com a expressão regular /New York Perl M((o|u)ngers|aniacs)*/, mas "Perl Mongers" se tornou a expressão popular disto.
Pouco depois que o NY.pm anunciou a sua formação, o segundo grupo de Perl Mongers foi iniciado por Chris Nandor em Boston. Outros seguiram, no District of Columbia, em Los Angeles, e St. Louis. Na metade de 1998, havia grupos formados em Atlanta, Chicago, London, Minneapolis, Montreal, Philadelphia, San Francisco, e Seattle. Pelo fim de 1998, havia também grupos em Amsterdam, Blacksburg, Champaign, Dayton, Lisboa, Melbourne, Pittsburgh, Rhode Island, Stockholm, Sydney, Grand Rapids, Michigan e Vancouver.
Na Segunda Conferência de Perl O'Reilly, em 1998, Brian, David H. Adler e Adam Turoff ajudaram a criar mais de 100 novos grupos de usuários Perl, oferecendo meios para que as pessoas se conectassem com outras nas suas áreas. Os serviços oferecidos pelos Perl Mongers incluíam hospedagem de websites, listas de discussão, e discussões entre os líderes de grupo.
O Grand Rapids Perl Mongers inicialmente desejaram ser chamados the Grand Rapid's Perl Monkees, mas Brian não permitiu. Nos primeiros dias do Perl Mongers, ele estava preocupado com a unidade do esforço e tentou não apenas começar novos grupos, mas fazer com que os grupos participassem no framework dos Perl Mongers, de modo a ter uma organização centralizada.
Em 2002, o Perl Mongers se tornou parte da The Perl Foundation onde ele continua sua missão de organizar e servir os grupos de usuários Perl.
No Perl Mongers Census promovido por Dave Cross em 2005, registrou 178 grupos de usuários Perl Ativos.